# 尼科维加乐队
尼科·维加是一个来自美国加利福利亚州拉斯维加斯的成立于2005年的另类摇滚乐队，成员包括主唱阿加·沃克曼、吉他手瑞奇·克勤和鼓手丹·潘德。
乐队共发行了两张专辑，包括2009发行的专辑《尼科·维加》和2014发行的专辑《奔向光明》 。公告牌称《奔向光明》拥有“这是当年最势不可挡的有着心灵对话的摇滚乐”。

## 乐队历史
阿加·沃克曼在美国俄勒冈州尤金市读高中时便开始创作歌曲，而后她搬到了美国加州洛杉矶开始了她的单独表演。沃克曼曾经希望最终能建立一支乐队，这个愿望在她在2005年的一次表演后实现了，米克·佩纳同意与他和瑞奇·克勒一起唱歌。乐队自称为尼科维加乐队。然而，2007年米克离开了乐队去追求表演和享受父亲的乐队。在那个关键时间节点，丹·潘德作为新的鼓手加入了乐队而后成为乐队持续创新的动力源泉。
尼科维加乐队逐渐赢得了震撼现场乐队的评价，乐队还与Gavin Rossdale（2009）、Neon Trees (2009, 2012)、Manic Street Preachers (2009-2010)、Metric (2010)、She Wants Revenge (2011)、Blondie (2011)以及Imagine Dragons (2010, 2013, 2014)等一起巡回演唱。此外，乐队还曾与毫无疑问乐队开展过合作。

### 2009发行专辑《尼科·维加》
[16][17]尼科维加前期发表过一些独立的EPS和自己录制的视频将他们的音乐推广开来。2009年，尼科维加在MySpace唱片发布了他们的第一张专辑。这张专辑由蒂姆·埃德加（乐队的朋友）和琳达·佩里（Pink，关史蒂芬妮，克里斯蒂娜·阿奎莱拉）联合制作。琳达制作了专辑中的《所以很新鲜》、《木娃娃》和《重力》这三首歌。 这张专辑由乍得·布雷克（黑键，雪儿克罗）混音。2013年，尼科维加发布迷你专辑《Fury Oh Fury 》，并重新发布了单曲《野兽》，《野兽》发布在了一款游戏的音乐单中，因此获得了极高的知名度，得到了超过播放和下载总数超过500万次。鼓手丹·潘德获得了与安迪·萨默斯（警察）合作项目的机会。

### 2014发行专辑《奔向光明》
乐队的第二张专辑《奔向光明》是于２０１４年７月２２日发布在Five Seven Music上的。 这张专辑由丹·雷诺兹、托尼·霍弗和蒂姆·埃德加共同制作的。 单曲《I Believe (Get Over Yourself》是由丹·雷诺兹创作的歌词。 尼科维加在VH1里的《Big Morning Buzz Live》节目中现场表演了《I Believe (Get Over Yourself)》。 并在以拖车为主要特色的美国电视节目《Girls第四季》上演示了由She Wants Revenge成员参与作词的录影带Lightning。NPR通过All Songs首映了录影带《I'm On Fire》，并经考虑后决定提供该录影带的免费下载通道。 今日美国首映了录影带《No Home》。
尼科维加在Life Is Beautiful Festival (2013)、The Great Escape Festival (2014)和Reading and Leeds Festivals (2014)上表演过。

## 乐队成员
现有成员
- 阿加·沃克曼 – 主唱 (2005–至今)
- 瑞奇·克勤 – 吉他手 (2005–至今)
- 丹·潘德 – 鼓手 (2007–至今)

已离开成员
- 迈克·尔佩纳 - 鼓手（2005- 2007年）
- 贾米·拉韦弗 - 贝斯手（2012-2013年）

## 唱片

### 专辑
- 《尼科维加》(2009)[2]
- 《奔向光明》(2014)[3]

### 迷你专辑
- Chooseyourwordspoorly (2006)[25]
- Cocaine Cooked the Brain (2007)[26]
- No Child Left Behind (2007)
- Nico Vega Covers Nico Vega and Rod Stewart (2011)[27]
- Fury Oh Fury (2013)[28] Heatseekers #17

### 单曲
- "Beast" (2009, rereleased 2013)[29][30]
- "Bang Bang (My Baby Shot Me Down)" (2013)[31]
- "I Believe (Get Over Yourself)" (2014)[32][33]
- "Perfect Day" (2015)

## 音乐录影带
| 名称                            | 年份 | 导演           | 专辑                    |
| ------------------------------- | ---- | -------------- | ----------------------- |
| "Burn Burn"                     | 2009 | SKINNY         | Nico Vega               |
| "Gravity"                       | 2010 | Marcus Dunstan | Nico Vega               |
| "So So Fresh"                   | 2012 |                | Nico Vega               |
| "We Are The Art"                | 2012 | Daniel Epand   | We Are the Art - Single |
| "Easier"                        | 2012 | Daniel Epand   | Easier - Single         |
| "Beast"                         | 2013 | Daniel Epand   | Fury Oh Fury EP         |
| "I Believe (Get Over Yourself)" | 2014 | Daniel Epand   | Lead To Light           |